# Cantón de Vatan
El cantón de Vatan era una división administrativa francesa, que estaba situada en el departamento de Indre y la región de Centro-Valle de Loira.

## Composición
El cantón estaba formado por catorce comunas:
- Aize
- Buxeuil
- La Chapelle-Saint-Laurian
- Fontenay
- Giroux
- Guilly
- Liniez
- Luçay-le-Libre
- Ménétréols-sous-Vatan
- Meunet-sur-Vatan
- Reboursin
- Saint-Florentin
- Saint-Pierre-de-Jards
- Vatan

## Supresión del cantón de Vatan
En aplicación del Decreto n.º 2014-178 de 18 de febrero de 2014, el cantón de Vatan fue suprimido el 22 de marzo de 2015 y sus 14 comunas pasaron a formar parte del nuevo cantón de Levroux.